# Gare de Boisleux
Gare de Boisleux vasútállomás Franciaországban, Boisleux-au-Mont településen.

## Vasútvonalak
Az állomást az alábbi vasútvonalak érintik:
- Párizs-Lille-vasútvonal

## Kapcsolódó állomások
A vasútállomáshoz az alábbi állomások vannak a legközelebb:
- Gare de Courcelles-le-Comte
- Gare d’Arras